# Distretto di Pachiza
Il distretto di Pachiza è uno dei cinque distretti  della provincia di Mariscal Cáceres, in Perù. Si trova nella regione di San Martín e si estende su una superficie di 1.839,51 chilometri quadrati.

Istituito il 7 febbraio 1886, ha per capitale la città di Pachiza; al censimento 2005 contava 4.122 abitanti.